# Norberto Fontana
Norberto Edgardo Fontana (Arrecifes, 20 gennaio 1975) è un pilota automobilistico argentino.

## Carriera

### Gli inizi
Come molti altri piloti, anche Norberto Fontana iniziò la propria carriera sui kart, all'età di otto anni. Passarono, però, sei anni prima che prendesse parte ad una stagione completa. Solamente nel 1989 prese parte ad un campionato per giovani promesse dell'automobilismo a Buenos Aires, concludendo secondo nonostante la sua mancanza di esperienza. Nel giro di pochi anni Fontana riuscì ad ottenere risultati lusinghieri e nel 1992 passò alla guida delle monoposto, prendendo parte al campionato argentino di Formula Renault e passò l'anno a raccogliere finanziamenti per poter trasferirsi in Europa. Riuscì quindi a partecipare, nel 1993, al campionato di Formula Ford partecipando al maggior numero di gare possibili. Vinse, infatti, il campionato svizzero, giunse terzo in quello europeo Formula Ford 1800 e prese parte a quello tedesco. Incoraggiato dai risultati, Fontana decise di passare alla Formula 3. Prese quindi accordi con la Kaufmann Motorsport per disputare il campionato di categoria tedesco. Dopo due gare concluse tra i primi dieci in cui prese confidenza con il mezzo, il pilota argentino al terzo appuntamento ottenne la sua prima vittoria, favorito anche dal ritiro di Alexander Wurz. Nel prosieguo del campionato continuò a conseguire buoni risultati e concluse il campionato al sesto posto, guadagnandosi anche il riconoscimento di Rookie of the year. Prese poi parte ad altri eventi quali il Gran Premio di Macao, pur senza vincere. L'anno seguente rimase nella categoria e vinse il titolo. Lo stesso anno riuscì anche a conquistare il Zandvoort Marlboro Masters.
Dati i buoni risultati ebbe i primi contatti con la Sauber, che gli offrì di diventare tester delle proprie vetture, e con Chip Ganassi, proprietario di un team nel campionato di Champ Car. Quest'ultimo gli propose di guidare le proprie monoposto, ma l'argentino declinò l'offerta e al suo posto venne assunto Zanardi. Non riuscì, però, a trovare un volante in Formula 3000 e, viste le scarse possibilità offerte in Europa, decise di trasferirsi con Ralf Schumacher in Formula Nippon. I risultati, però, furono inferiori alle attese: conquistò solamente una vittoria e concluse al quinto posto in classifica piloti. Prese parte anche a una gara di Formula 3000, conclusa con un ritiro. Rimasto in Formula Nippon anche nel 1997 non andò oltre il terzo posto finale, lontano però quasi sessanta punti dal vincitore del titolo, Pedro de la Rosa.

### Formula 1
Già tester Sauber dal 1995, Fontana ebbe occasione di debuttare in Formula 1 nel 1997. Gianni Morbidelli, pilota titolare, si era infatti infortunato rompendosi un braccio e Peter Sauber, seppur dubbioso, decise di sostituirlo con l'argentino. Disputò dunque la sua prima corsa al Gran Premio di Francia, ma le sue prestazioni furono deludenti per tutto il fine settimana di gara. Sauber cercò di trovare un pilota in grado di sostituirlo e chiese a Martin Brundle di prendere il suo posto, ma quest'ultimo rifiutò. Fontana ebbe quindi occasione di disputare anche i due successivi appuntamenti mondiali. Dopo essere giunto nono al traguardo su dieci piloti rimasti in pista al Gran Premio di Gran Bretagna, in Germania fece realizzare ottimi tempi nelle prove libere, ma in gara i suoi risultati non furono analoghi e concluse nuovamente al nono posto. Tornato Morbidelli, Fontana ritornò a svolgere il ruolo di tester fino a quando un nuovo incidente del pilota italiano gli permise di partecipare all'ultimo appuntamento stagionale. In questa gara non andò oltre il quattordicesimo posto finale, ma fu al centro di una polemica dovuta al fatto che rallentò Jacques Villeneuve, che contendeva il titolo a Michael Schumacher, mentre questi era all'inseguimento del tedesco.
Per la stagione successiva Fontana era in procinto di passare alla Tyrrell, ma la BAR, che stava rilevando le quote del team inglese, pose il proprio veto favorendo l'ingaggio di Ricardo Rosset, che disponeva di un'ampia dote di sponsor. Intenzionato a rientrare nel circus per la stagione 2000, a fine 1999 svolse un test con una Minardi M01 sul circuito Ricardo Tormo a Valencia e a seguito intavolando una trattativa con la squadra faentina, per prevalere su Marc Gené, ma ancora una volta perse il confronto diretto a causa dei munifici sponsor portati dallo spagnolo.

#### Risultati completi
| 1997 | Scuderia | Vettura |  |  |  |  |  |  |  |     |   |   |  |  |  |  |  |  |    | Punti | Pos. |
| ---- | -------- | ------- |  |  |  |  |  |  |  | --- | - | - |  |  |  |  |  |  | -- | ----- | ---- |
| 1997 | Sauber   | C16     |  |  |  |  |  |  |  | Rit | 9 | 9 |  |  |  |  |  |  | 14 | 0     |      |

| Legenda | 1º posto     | 2º posto | 3º posto    | A punti         | Senza punti/Non class.  | Grassetto – Pole position Corsivo – Giro più veloce |
| Legenda | Squalificato | Ritirato | Non partito | Non qualificato | Solo prove/Terzo pilota | Grassetto – Pole position Corsivo – Giro più veloce |

### Dopo la Formula 1

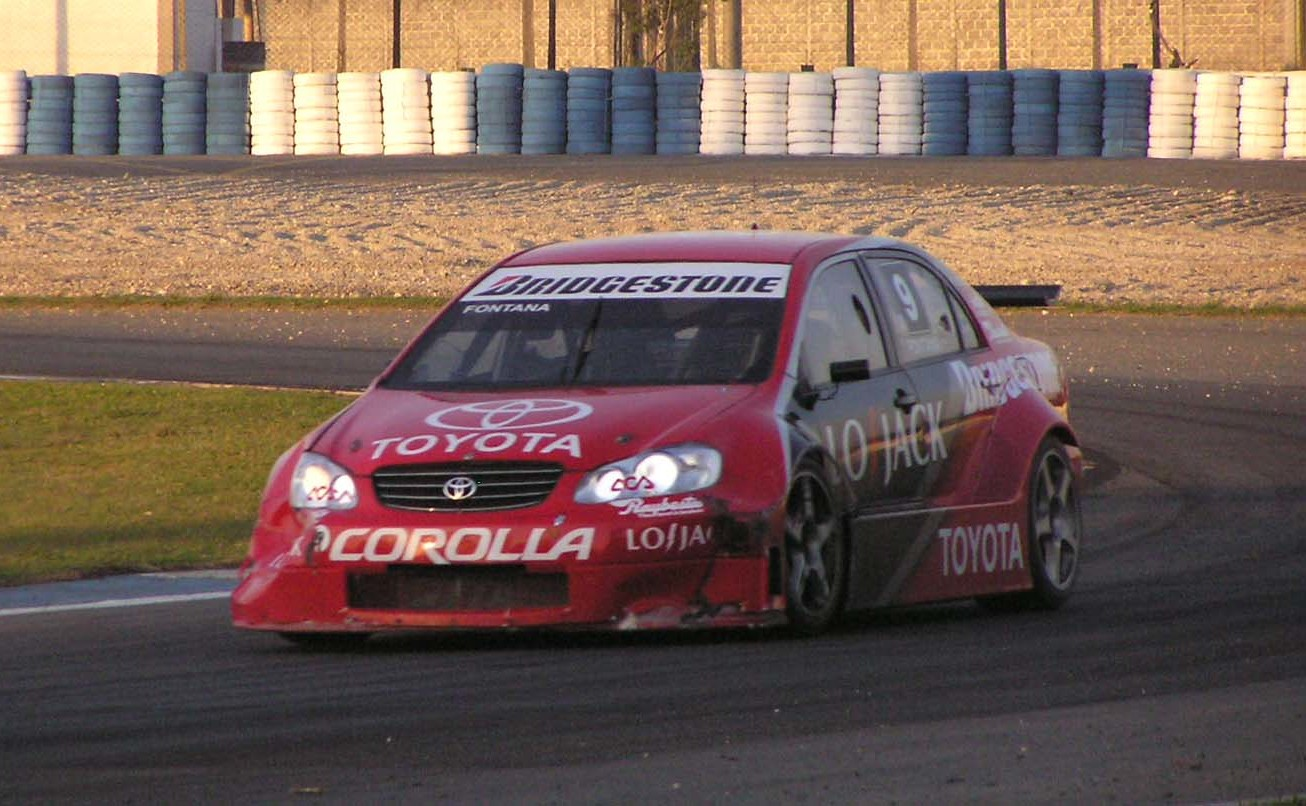
Norberto Fontana impegnato nel 2006 nel campionato TC2000 alla guida di una Toyota.

Sfumata la possibilità di gareggiare in Formula 1, Fontana decise di tornare a disputare il campionato di Formula Nippon. La vettura di cui disponeva, però, era obsoleta e non riuscì ad andare oltre il quarto posto in classifica, riuscendo comunque a conquistare una vittoria. Lo stesso anno prese parte anche al Super GT giapponese in cui ottenne due terzi posti come miglior risultato e il settimo posto in campionato.
La stagione seguente prese quindi parte al campionato di Formula 3000, ma non andò oltre due quinti posti. Per il 2000 pareva fosse possibile un suo ritorno in Formula 1, alla guida della Minardi, ma gli venne infine preferito Gastón Mazzacane. Decise quindi di trasferirsi in America e partecipò al campionato di Champ Car, ma i pochi test pre stagionali eseguiti non permisero al pilota di prendere la necessaria confidenza con il mezzo e conquistò appena due punti.
Dopo questa esperienza si dedicò alle competizioni con vetture turismo, prendendo parte a gare di varie categorie. Nel 2011 ha preso parte alla Parigi-Dakar.